# 19 novembre 1969
Le mercredi 19 novembre 1969 est le 323e jour de l'année 1969.

## Naissances
- Allison Balson, actrice américaine
- Ana Álvarez, actrice et mannequin espagnole
- Au Chi-wai, joueur amateur hongkongais de snooker et de billard
- Curt Onalfo, joueur américain de soccer
- Erika Alexander, actrice américaine
- Ertuğrul Sağlam, footballeur et entraîneur turc
- Hank Steinberg, producteur, réalisateur et scénariste américain
- Igor Pamić, footballeur croate
- Kazuma Kodaka, dessinateur japonais
- Michael Lee (mort le 24 novembre 2008), batteur anglais
- Oleg Chargorodski, athlète russe
- Pascal Popieul, coureur cycliste français
- Pauline Dreyfus, écrivaine française
- Philippe Adams, pilote automobile
- Richard Virenque, coureur cycliste français
- Shirō Hamaguchi, compositeur et arrangeur japonais
- Steve Rachmad, producteur et DJ néerlandais de techno
- Viktor Skripnik, joueur et entraîneur de football ukrainien
- Yumiko Yamada, patineuse de vitesse sur piste courte japonaise

## Décès
- Camille Arambourg (né le 3 février 1885), paléontologue français (1885–1969)
- Jean Baradez (né le 27 mars 1895), officier et archéologue français
- Joachim Teege (né le 30 novembre 1925), acteur et artiste de cabaret allemand
- Josephine McNeill (née le 31 mars 1895), diplomate irlandaise
- Léon Schulz (né le 13 février 1872), peintre, illustrateur, aquarelliste et sculpteur français

## Événements
- Alunissage d'Apollo 12
- Début des négociations SALT entre  les États-Unis et l’Union soviétique.